# Ampelocissus edulis
Ampelocissus edulis là một loài thực vật hai lá mầm trong họ Nho. Loài này được (De Wild.) Gilg & M.Brandt miêu tả khoa học đầu tiên năm 1911.